# 치주염
치주염(齒周炎, periodontitis, pyorrhea) 또는 잇몸병은 치주 조직에 영향을 주는 염증 질환들을 의미한다. 초기 단계인 치은염에서는 잇몸이 부어오르고 붉어지며 출혈이 발생할 수 있다. 치주 질환은 전 세계적으로 성인에서 치아 상실의 주요 원인이다. 치은염이 진행되면 치주염이 되어 잇몸이 치아에서 분리될 수 있으며, 골 소실이 발생하고 치아가 흔들리거나 빠질 수 있다. 또한 입냄새가 동반될 수 있다.
치주 질환은 일반적으로 '플라그'라고도 하는 치태 생물막의 형성으로 인해 발생하는데, 이는 Porphyromonas gingivalis 및 Treponema denticola와 같은 유해한 세균이 주로 생성한다. 이러한 세균은 치아 주변의 잇몸 조직을 감염시켜 염증을 유발하며, 치료하지 않을 경우 치아와 잇몸 조직을 점진적으로 손상시킨다. 최근의 메타분석에 따르면, 구강 미생물군의 구성과 치주 질환에 대한 반응이 남성과 여성 간에 차이를 보이며, 특히 치주염이 진행된 단계에서 이러한 차이가 두드러진다. 이는 성별에 따른 요인이 질환의 감수성과 진행에 영향을 미칠 수 있음을 시사한다.
치주 질환의 위험 요인으로는 흡연, 당뇨병, HIV/AIDS, 가족력, 높은 혈중 호모시스테인, 특정 약물 등이 있다. 진단은 치아 주변의 잇몸 조직을 시진하고 탐침 및 엑스선을 이용하여 골 소실 여부를 평가하는 방식으로 이루어진다.
치료에는 철저한 구강 위생 관리와 정기적인 스케일링이 포함된다. 매일 양치질과 치실을 사용하는 것도 권장된다. 특정 경우에는 항생제 투여나 치과 수술이 필요할 수도 있다. 임상 연구에 따르면, 금연과 식이 조절이 치주 건강을 개선하는 데 도움이 되는 것으로 나타났다.
전 세계적으로 2015년 기준 약 5억 3,800만 명이 치주 질환을 앓고 있으며, 일반적으로 전체 인구의 10~15%가 영향을 받는 것으로 알려져 있다.  미국에서는 30세 이상의 성인의 약 절반이 어느 정도 치주 질환을 앓고 있으며, 65세 이상에서는 약 70%가 영향을 받는다. 남성이 여성보다 더 자주 영향을 받는 경향이 있다.

## 증상
잇몸에서 피가 나거나 이가 시리다. 많은 사람들이 이가 벌어지는 것을 이와 잇몸의 자연스러운 노화과정으로 잘못 알고있다.

## 원인
직접적인 요인은 치아에 지속적으로 형성되는 플라크(plaque)라는 세균막이다. 플라크는 끈적끈적하고 무색으로, 이것이 단단해지면 치석이 된다. 플라크와 치석이 쌓여 잇몸이 치아로부터 떨어지게되며, 이 틈이 벌어지면서 치주낭이 형성되는 것이다.

## 치료방법
- 치석제거와 치근표면 연마(scailing and root planning)

치석제거(scailing)란 치관의 표면에 붙어있는 치면세균막과 치석을 제거하는 과정을 말하며, 치면세마(dental prophylaxis)를 할 때 쓰는 것과 같은 기구가 필요하다. 치근표면연마(root planning)는 거친 백아질의 표면을 없애줌으로써 치면세균이나 치석이 침착되지 않도록 하는 과정이다.
- 치주소파술(gingival curettage)

치주소파술은 염증이 생긴 잇몸 조직을 긁어내는 방식으로 치주염 등 치주질환의 원인을 제거하는 것이 아니라 증상만 없애는 방법이다.
- 치은절제술(gingivectomy)

악화된 치주낭을 없애는 가장 보편적인  방법으로 질환에 감염된 조직을 외과적으로 제거하는 수술이다. 치은절제술은 치은낭의 유해작용을 제거하여 가능한 범위 내에서 치은이 재형성되게 하며, 시술자가 치석을 제거하기 용이하게 하고,  거친 치근표면을 평활하게 한다.

## 예방.관리
- 치주염 원인이 생기지 않도록 하기 위해서는 식사 후와 취침 전 양치질을 통해 구강 내 세균을 없애는 것이 중요하다.
- 치과에서 정기검진과 스케일링을 받는 것도 잇몸질환 예방에 효과적이다.[13]
- 균형 잡힌 식사와 매 식사 후 칫솔질등 치실과 치간칫솔을 사용하여 이 사이를 깨끗하게해야 한다.[14]

## 발병 현황
| 자료 없음 <3.5 3.5–4 4–4.5 4.5–5 5–5.5 5.5–6 | 6–6.5 6.5–7 7–7.5 7.5–8 8–8.5 >8.5 |

2004년 100,000명 당 치주염 장애보정생존연수.
자료 없음
<3.5
3.5–4
4–4.5
4.5–5
5–5.5
5.5–6
6–6.5
6.5–7
7–7.5
7.5–8
8–8.5
>8.5

치주염은 매우 흔한 질환으로, 전 세계에서 충치 다음으로 2번째로 흔한 잇몸 질환으로 간주되며 미국에서의 발병률은 인구 중 30~50%이지만 심각한 경우는 약 10% 정도이다.